# مارك (إلينوي)
مارك (بالإنجليزية: Mark, Illinois)‏ هي منطقة سكنية تقع في الولايات المتحدة في مقاطعة بوتنام، إلينوي.  يقدر عدد سكانها بـ 491 نسمة .

## الموقع الجغرافي
الموقع الجغرافي للمناطق المحيطة بهذه النقطة هو كالتالي: